# Силуэтная стрельба

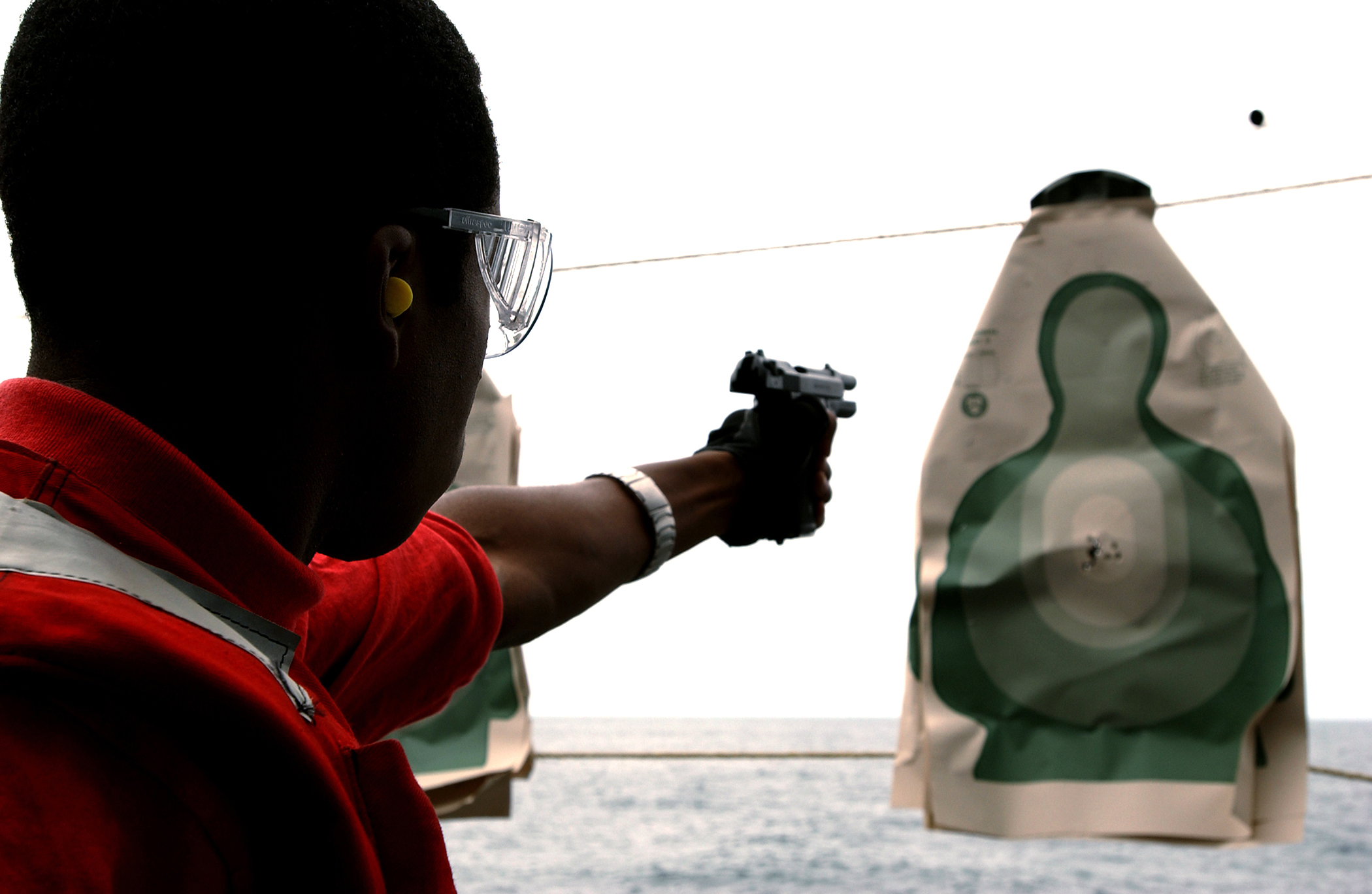
Стрельба из пистолета по мишени типа «поясная фигура»

Силуэтная стрельба (silhouette shooting) — стрельба по мишеням, имеющим внешний вид, схожий с реальными объектами, чаще всего, животными.
Зародилась силуэтная стрельба в 1900 году в Мексике как развлечение для охотников. Мишени в виде силуэтов животных изготавливались из металла. Поначалу применялись мощные винтовки, но потом стало использоваться другое оружие, в том числе пневматическое.

## Правила
В классических соревнованиях используются группы из мишеней в масштабе 1/10: курица, свинья, индейка и баран. При стрельбе из пневматической винтовки мишени располагаются на дистанциях: курица — на 20 ярдах, свинья — на 30, индейка на 36 и баран на 45 ярдах. Для стрельбы из пневматического пистолета те же мишени располагаются на дистанциях 10, 12.5, 15 и 18 ярдов соответственно.
Стандартный матч состоит из 40, 60 или 80 выстрелов. На матче в 40 выстрелов соревнующиеся стреляют в 5 групп мишеней. Это требует 10 выстрелов на каждый вид мишеней. В случае с большим количеством стрелок может распределять выстрелы по своему усмотрению.
В каждой группе мишени сбиваются слева направо. В случае промаха необходимо перейти к следующей мишени. Выстрел вне последовательности считается промахом. Очки засчитываются за все упавшие мишени. Все стоя́щие мишени считаются непоражёнными. Стрелку даётся две с половиной минуты на поражение одной группы мишеней и пятнадцатисекундные периоды для подготовки. После отстрела всех групп подсчитываются очки, мишени устанавливаются заново. Если выстрелы сделаны после истечения времени, они засчитываются как промахи. Стрельба ведётся с рук стоя. Использование специальных перчаток, курток и дополнительных ремней не допускается.

## Силуэтная стрельба в России
Первые матчи по силуэтной стрельбе из огнестрельного оружия в России официально прошли 19.06.2015 года. Стрельба проводится стоя с рук, без использования опор, упоров, стрелковых костюмов и ремней. Время на стрельбу ограничено 2:30 мин, время перерыва для перезарядки и отдыха составляет 30 сек. Обычно, на матчах используются 40 силуэтных фигур. Соревнования проводятся по международным правилам основе регламента Международной ассоциации силуэтной стрельбы IMSSU.
Для малокалиберных винтовок калибра 22 Long Rifle устанавливаются следующие дистанции:
Куры - 40м, Кабан - 60м, Индюшка - 77м, Баран - 100м (1/10 фигуры)
Для нарезного оружия с калибром, отличающимся от 22 Long Rifle проводятся матчи серии BigBore.
BigBore 200:  
Куры - 50м, Кабан - 100м, Индюшка - 150м, Баран - 200м (1/2 фигуры)
BigBore 500:
Куры - 200м, Кабан - 300м, Индюшка - 385м, Баран - 500м (полноразмерные фигуры)
С 2021 года в Российских матчах по силуэтной стрельбе выделен отдельный класс Lancaster для владельцев гражданского оружия, которое использует квази-нарезные калибры 366TKM, 366Magnum и 9.6/53 Lancaster с дистанциями и размером фигур, аналогичными классу BigBore200.  
В 2024 году был проведён первый в России чемпионат по силуэтной стрельбе, спортсмены приняли участие в 8 различных классах; из гладкоствольного оружия, леверов (карабинов со скобой Генри) и карабинов под пистолетный патрон - стреляли по 40 выстрелов на 4 дистанции: 40, 60, 77 и 100 метров (размер фигур 1/2). Из малокалиберных винтовок под патрон 22LR стреляли по 60 фигур на туже дистанцию. А владельцы нарезного оружия, в том числе "ланскастеров", приняли участие в дисциплинах BigBore 200 и BigBore500, где используются силуэты "половинного размера" для 200м и полноразмерные силуэты для дистанций до 500м. 